# Татар-Улканово
Тата́р-Улка́ново (рос. Татар-Улканово, башк. Татар-Олҡан) — село у складі Туймазинського району Башкортостану, Росія. Адміністративний центр Татар-Улкановської сільської ради.
Населення — 691 особа (2010; 633 у 2002).
Національний склад:
- башкири — 79 %